# Російська православна церква закордоном
Російська правосла́вна це́рква за кордо́ном (за версією УПЦ, Руська правосла́вна це́рква за кордо́ном; скорочено: РПЦЗ, англ. Russian Orthodox Church Outside Russia (ROCOR), рос. Русская православная церковь заграницей (РПЦЗ)) — група самоврядних приходів Східної Церкви, які не визнають над собою опіку Московської патріархії позиціонуючи себе як Руська і Російська Церква за кордоном, що були створені наприкінці 1910-х — на початку 1920-х років унаслідок масової еміграції мільйонів громадян колишньої Російської держави (імперії) і держав (республік) у складі СРСР, головним чином діячів або прихильників антибільшовицького білого руху (за що отримала як одну з неофіційних назв «Біла Церква»); вбираючи в себе всі наступні хвилі російської і радянської еміграції. Довгий час існувала з неврегульованим канонічним статусом, свій нинішній статус має з 17 травня 2007 року з підписанням «Акту про канонічне спілкування». Використовує у своїй літургії візантійський обряд та в деяких парафіях західні обряди (римський), новомосковський ізвод церковнослов'янської мови (але широко поширені місцеві мови) та юліанський календар, хоча деякі парафії використовують новоюліанський календар, є частиною Східної Церкви на Заході.
РПЦЗ була створена на початку 1920-х років як фактично незалежна церковна юрисдикція східного православ'я, спочатку через відсутність регулярних зв'язків між центральною церковною владою в Москві та деякими єпископами через їх добровільне заслання після Громадянської війни в Росії. Ці єпископи разом з іншими росіянами мігрували до західноєвропейських міст та країн, включаючи Париж та інші частини Франції, а також до США та інших західних країн. Пізніше ці єпископи відкинули безумовну політичну лояльність Московського патріархату до більшовицького режиму в СРСР. Формально ця лояльність була оприлюднена Декларацією від 20 липня 1927 р. Митрополита Сергія (Страгородського), заступника патріарших місцевих жителів. Митрополит Київський і Галицький (УПЦ МП) Антоній (Храповицький) був засновником і став першоієрархом РПЦЗ.
Після 80 років розлуки з розпадом СРСР 17 травня 2007 року Російська православна церква за межами Росії офіційно підписала Акт канонічного причастя з Московським патріархатом, відновивши канонічний зв'язок між церквами. Це призвело до розколу, який утворив Російську православну церкву за кордоном — Тимчасову вищу церковну владу, яка залишилася незалежною від Московського патріархату.
Юрисдикція РПЦЗ налічує близько 400 парафій по всьому світу та, за оцінками, більше 400 000 осіб. З них 232 парафії та 10 монастирів знаходяться у США; вони мають 92 000 оголошених прихильників і понад 9 000 постійних відвідувачів церкви. РПЦЗ налічує 13 ієрархів із чоловічими та жіночими монастирями у США, Канаді в Америці; Австралії, Нової Зеландії та Європи.

## Історія

### ХХ століття
Громадянська війна в Росії, що розділила країну лініями фронтів, стала причиною порушення зв'язків між патріархом Тихоном і єпархіями на територіях під контролем білих сил. Така ситуація створювала масу проблем на місцях, так як кількість питань, пов'язаних з церковним життям і вимагали санкції вищої церковної влади, постійно зростала. У травні 1919 року в Ставрополі — на території, що контролювалася Білим рухом, — було утворено Тимчасовий вище церковне управління на Південно-Сході Росії (ВВЦУ ЮВР). Ще перебуваючи в Росії, ВВЦУ ЮВР стало брати на себе вирішення проблем, пов'язаних із зовнішньою діяльністю Російської церкви, через неможливість московської церковної влади контактувати зі своїми зарубіжними місіями і парафіями, Помісними церквами і інославних світом. 2/15 жовтня 1920 року ВВЦУ Півдня Росії в Сімферополі призначило керівником західноєвропейськими російськими церквами архиєпископа Євлогія (Георгієвського) на правах єпархіального архиєрея. Установа ВВЦУ було легітимізовано виданням «Постанови Патріарха Тихона, Священного синоду і Вищої церковної ради» № 362 від 7/20 листопада 1920 року. Хоча зв'язок з Патріархом Тихоном була втрачений, емігранти, як правило, не допускали й думки про перехід в інші Помісні Церкви — занадто незрозумілим і чужим здавався їх церковний побут. Крім створення парафій необхідно було вирішувати і питання про поліпшення богослужіння, про розвиток видавничої діяльності, про створення братств і сестринств, про проповіді. Все це вимагало значних матеріальних засобів, вишукування яких було під силу лише єдиної церковної організації. З'явилися в еміграції політичні партії претендувати на роль об'єднувачів не могли — вони були нечисленні, бідні і роздроблені. Вигнанці потребували священиків не тільки як в звершує Таїнство і хранителів російських традицій, а й як в патріотичних лідерах. Ні грецьке, ні болгарське, ні сербське духовенство не могло взяти на себе ідейне лідерство в російській еміграції, не могло в належній мірі зрозуміти її сподівань. Все це підштовхувало до збереження Тимчасового вищого церковного управління в еміграції.
14 жовтня 1920 року, ще перебуваючи в Криму, ВВЦУ ЮВР постановило, що всі «російські церкви за кордоном» Вище Церковне Управління вважає знаходяться в своєму підпорядкуванні — надалі до встановлення зв'язку з патріархом Московським і всієї Росії. До середини листопада 1920 року в окупований тоді військами Антанти Константинополь (Османська імперія) прибуло і стало на рейді колишні під командуванням Головнокомандуючого Збройними силами Півдня Росії в Криму генерала Петра Врангеля понад 125 кораблів російського і іноземних флотів, переповнені біженцями з Криму в числі близько 150 ти тисяч. Серед них була група архиєреїв на чолі з митрополитом Антонієм (Храповицький). 19 листопада того ж року на борту пароплава «Великий князь Олександр Михайлович» відбулося перше за кордонне засідання ВВЦУ ЮВР, в якому взяли участь митрополит Антоній (Храповицький), митрополит Платон (Рождественський), архиєпископ Феофан (Бистров) і єпископ Веніамін (Федченко). У грудні того ж року ВВЦУ ЮВР було перетворено у Вище російське церковне управління за кордоном (ВРЦУЗ), в підпорядкування якого увійшли не тільки єпископи-емігранти, а й ті частини Російської церкви, які опинилися поза межами колишньої Російської Республіки: численні парафії в Західній Європі, Північно-Американська, Камчатська, Владивостокська єпархії, причому до останньої до листопада 1922 року ставилися парафії в Маньчжурії. Увійшли в Закордонну церква також духовні місії в Китаї, Палестині, Урмии, Кореї і прихід в Тегерані. Разом з тим, єпархії, що опинилися на території міжвоєнної Польщі, країн Балтії та Фінляндії, відмовилися входити в РПЦЗ в значній мірі через політичну позицію, зайняту керівництвом цих країн. Положення російських біженців в Константинополі було досить важким і політично небезпечним (з огляду на тісні відносини між кемалістами і більшовиками), що спонукало російських біженців переміщатися в інші країни, зокрема на Балкани, головним чином в Королівство сербів, хорватів і словенців, де встановився сприятливий для них стійко антирадянський монархічний режим. 21 квітня 1921 року ВРЦУЗ ухвалило рішення про переїзд в Сремських Карловці, де патріарх Сербський Димитрій віддав у розпорядження російських архиєреїв патріаршу резиденцію (колишніх карловацький патріархат). 31 серпня 1921 Архиєрейський собор Сербської православної церкви надав ВЦУ за кордоном право юрисдикції над російським духівництвом, які не перебувають на службі в Сербської церкви. 21 листопада — 3 грудня 1921 року в Сремських Карловцях відбулося Всезагранічное російське церковне зібрання, згодом перейменоване в Собор. На Соборі були прийняті «Звернення до воїнів російської армії», «Послання чадам Російської православної Церкви, в розсіянні і вигнанні сущим», а також «Послання до Генуезької конференції» із закликом не допускати на цю конференцію представників радянської держави. Ряд заяв Собору носив чисто політичний характер, зокрема, заклик до відновлення на російському престолі «законного православного царя з дому Романових» і прямий заклик до світових держав надати допомогу для збройного повалення режиму в РРФСР. Собор утворив Вища російське церковне управління за кордоном (ВРЦУ), яке складалося з Архиєрейського синоду і Вищої церковної ради під головуванням митрополита Антонія, якому було засвоєно звання заступника патріарха. 5 травня 1922 року в Москві в з'єднаному присутності Священного синоду і Вищої церковної ради під головуванням патріарха Тихона було винесено постанову, що визнає існування "Карловацький Собор закордонного російського духовенства і мирян не мають канонічного значення і послання його про відновлення династії Романових і звернення до Генуезької конференції не виражає офіційного голосу Російської православної церкви ". Вище Церковне Управління за кордоном скасовувалося з огляду на те, що воно «захоплюється в область політичного виступу, — а з іншого боку, закордонні російські парафії вже доручені піклуванню проживає в Німеччині Преосвященного Митрополита Євлогія». 2 вересня 1922 Архиєрейський собор в Сремських Карловцях формально виконав волю патріарха Тихона, розпустивши ВРЦУ, але, припускаючи, що указ патріарха Тихона було дано під тиском радянської влади, заснував «з метою збереження правонаступництва Вищої Церковної влади» Тимчасовий закордонний Архиєрейський синод з п'яти чоловік «з обов'язковою участю митрополита Євлогія». Передбачалися регулярні скликання Архиєрейських соборів. Митрополит Євлогій відмовився прийняти на себе владу в Зарубіжної церкви і заявив, що вона повинна належати Архиєрейським соборів, а в перервах між ними Архиєрейському синоду.
Після 1923 року стали погіршуватися відносини між Архиєрейським Синодом РПЦЗ і митрополитом Євлогієм (Георгіївським), який все менше озирався на Архиєрейський синод і незабаром припинив поминання митрополита Антонія за богослужінням. Митрополит Євлогій погоджувався визнати за Архиєрейським Синодом тільки моральний авторитет, домагаючись самостійності для себе і своєї єпархії, в той час як Архиєрейський синод наполягав на централізації церковного управління, бачачи свою мету в збереженні єдності Російської церкви в еміграції. Конфлікт підігрівався відмінностями в політичних поглядах між оточенням митрополита Антонія і митрополита Євлогія. 29 червня 1926 митрополит Євлогій демонстративно покинув Архиєрейський собор в Сремських Карловцях. У відсутності митрополита Євлогія Собор ухвалив рішення про виділення самостійної Берлінської єпархії і виведення з його підпорядкування парафій в Південній Америці. Кульмінацією поділу була заборона митрополита Євлогія в священнослужінні рішенням Архиєрейського синоду від 26 січня 1927. Реагуючи на це рішення, митрополит Платон (Рождественський) і четверо з п'яти вікарних архиєреїв Північно-Американської єпархії, також прагнули до самостійного існування, звернулися 31 січня 1927 року до американської пастви із заявою про неканонічність Архиєрейського синоду РПЦЗ. Який заявив про свою підтримку Синоду РПЦЗ єпископ Сан-Францисский Аполлінарій (Кошовий) 1. лютого того ж року був звільнений митрополитом Платоном. 31 березня того ж року Архиєрейський синод РПЦЗ визнав це звільнення неканонічним і доручив єпископу Аполлінарію тимчасове управління новоствореній Північноамериканської єпархією РПЦЗ. У юрисдикції митрополита Платона (Рождественського) перейшли близько 200 парафій, в РПЦЗ залишилися близько 60.

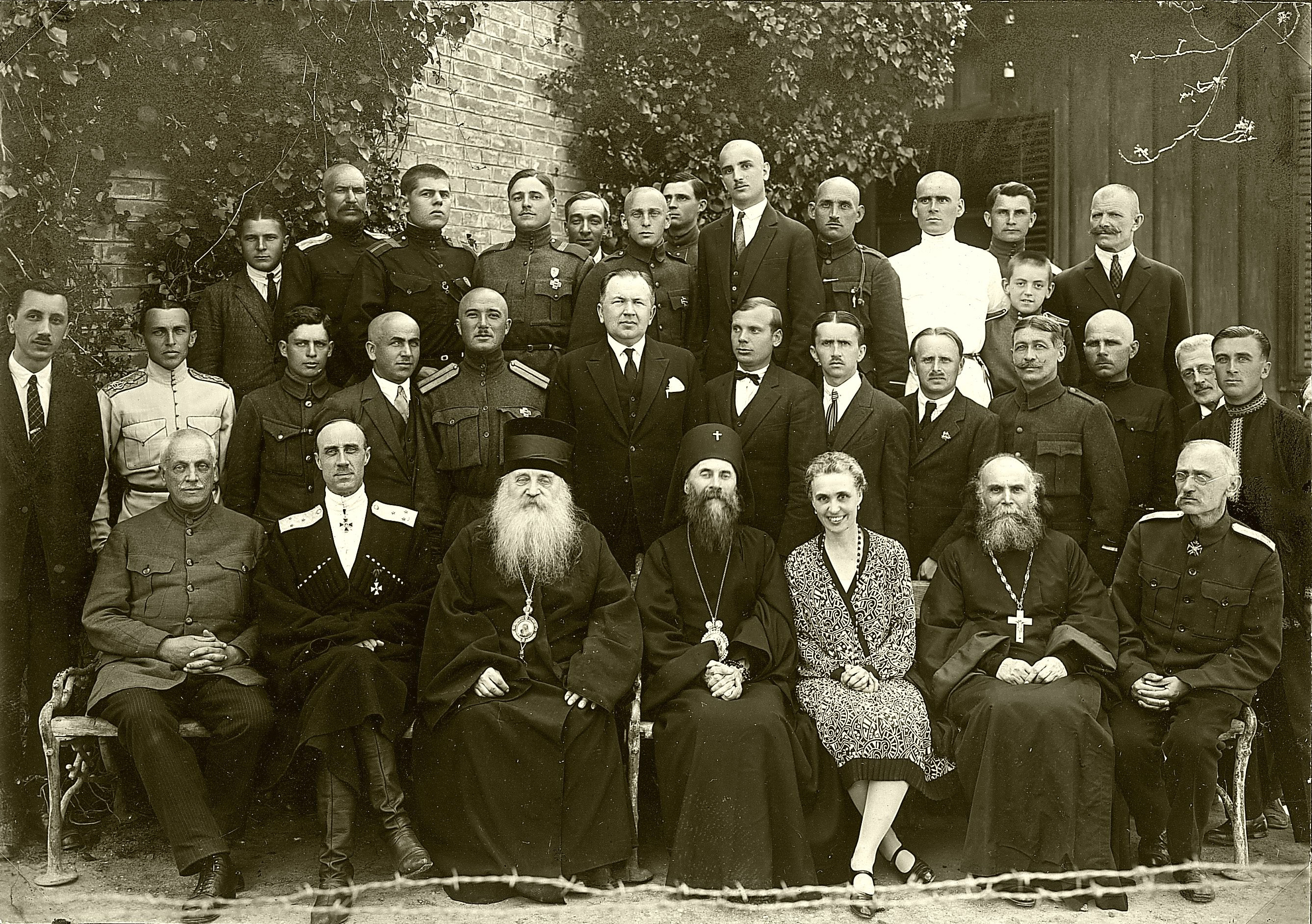
Російська еміграція в Белграді. Великдень 1927 року. У першому ряду сидять: Сергій Палеолог, Петро Врангель, митрополит Антоній (Храповицький), архиєпископ Анастасій (Грибановский), Ольга Врангель, протоієрей Петро Беловідов, Н. А. Терещенко

5 вересня 1927 році Архиєрейський собор РПЦЗ, заслухавши послання заступника патріаршого місцеблюстителя митрополита Сергія і Тимчасового патріаршого Священного синоду від 16/29 липня 1927 роки («Декларацію митрополита Сергія»), постановив "припинити зносини з Московською церковною владою через неможливість нормальних стосунків з нею і зважаючи на поневолення її безбожною радянською владою, яка позбавляє її свободи в своїх волевиявлення і канонічному управлінні Церквою ". Той же Собор підтвердив законність заборони митрополита Євлогія і виніс рішення поновити спілкування з польськими ієрархами, не визнаючи при цьому автокефалії Польської церкви, виданої Константинопольським патріархатом в 1924 році без згоди Московського патріархату.

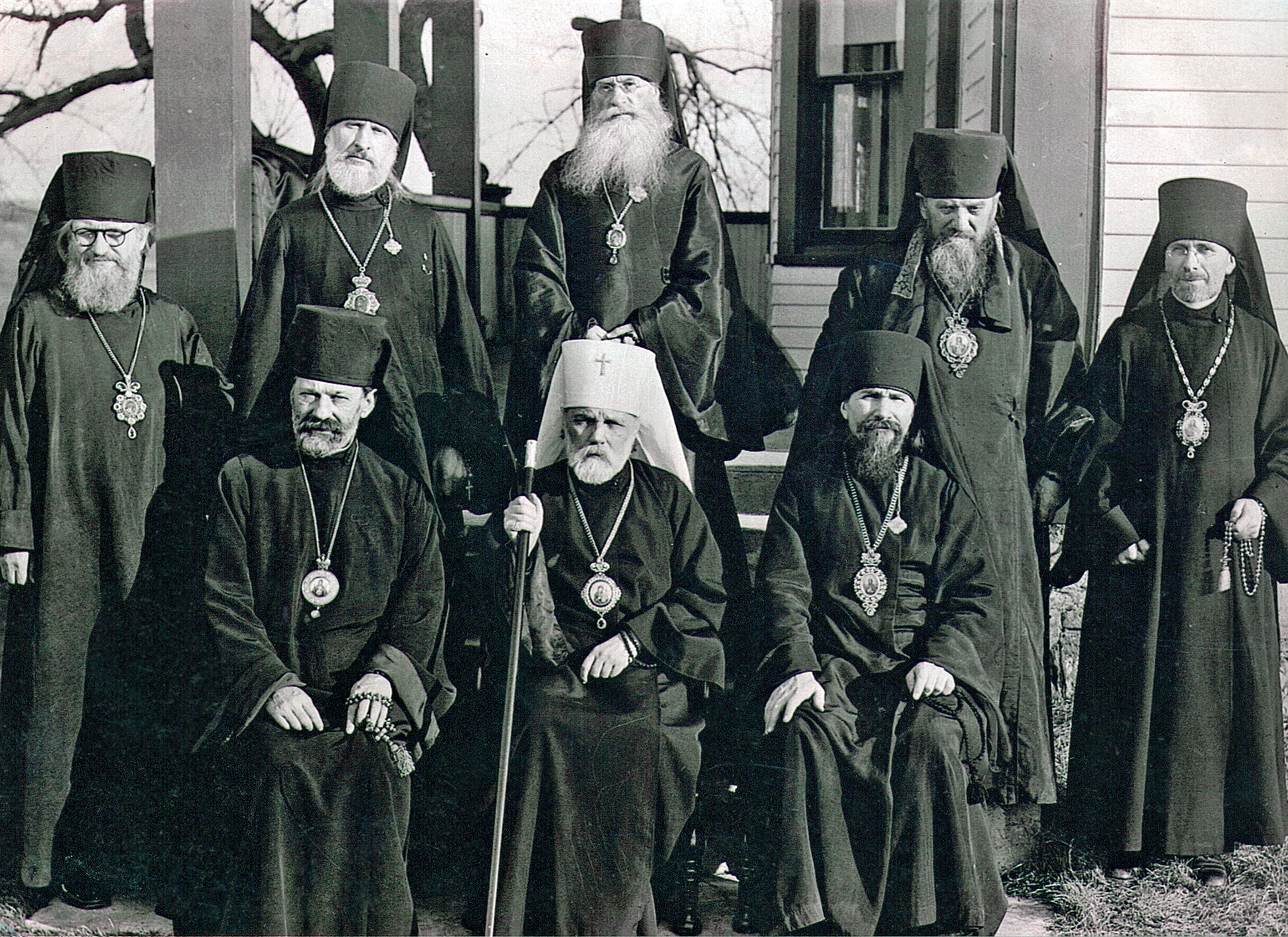
Ієрархи Північно-Американської митрополії в складі РПЦЗ в кінці 1930-х років. Сидять: архієпископ Адам (Пилипівський), митрополит Феофіл (Пашковський), архієпископ Віталій (Максименко); Стоять: єпископ Макарій (Іллінський), єпископ Леонтій (Туркевич), єпископ Ієронім (Чернов), єпископ Арсеній (Чаговець), єпископ Веніамін (Басалига)

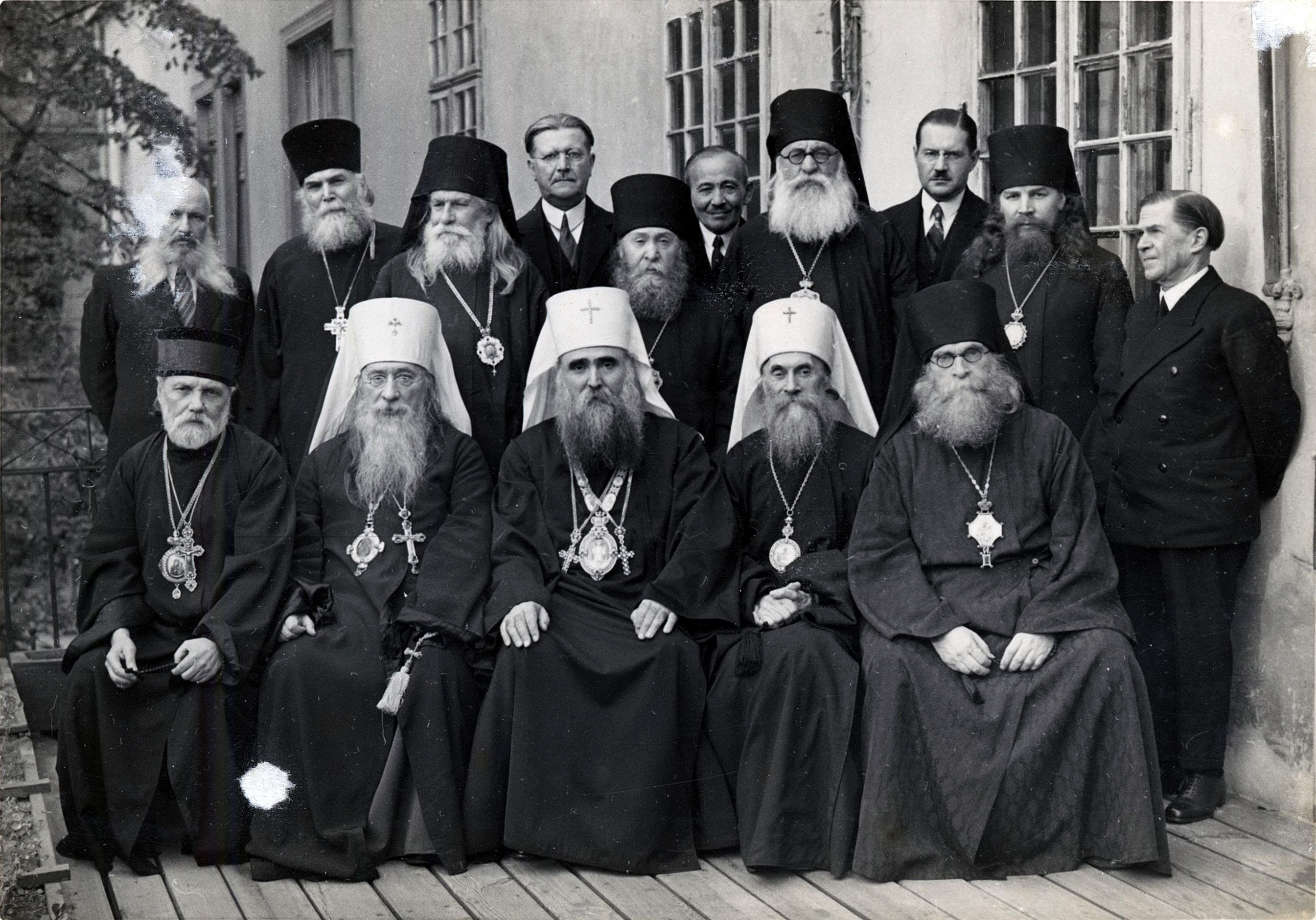
Нарада закордонних російських архиєреїв під головуванням патріарха Сербського Варнави в Сремських Карловцях, на якому було вироблено «Тимчасове положення про Російської Православної Церкви за кордоном». Жовтень 1935 року. Зліва направо сидять: митрополит Феофіл (Пашковський), митрополит Євлогій (Георгієвський), патріарх Варнава, митрополит Анастасій (Грибановский), єпископ Димитрій (Вознесенський)

У травні 1936 року відбувся рада російських єпископів Америки, який включав в себе і проживали в США єпископів РПЦЗ. Рада ратифікувала «Тимчасове положення», підтвердивши одночасно автономний статус Американського округу. У жовтні 1937 року в Нью-Йорку відбувся VI Всеамериканський собор, схваливши рішення 1935 року. Разом з тим досягнуту угоду не було міцним. Історик Дмитро Поспеловский відзначав, що «для більшості православних американців, в основному західноукраїнського походження, група емігрантських єпископів-монархістів, що сидять в Югославії, нічого не значила». Неприязні відносини між парафіями «Карловацької» і власне американської орієнтації зберігалися незважаючи на досягнуте об'єднання.
У вересні 1936 роки вже після смерті митрополита Антонія (Храповицького) патріарх Сербський Варнава скликав нараду архиєреїв РПЦЗ, яка прийняла «Тимчасове положення про Російську православну церкву за кордоном». Перший розділ «Положення» визначала Російську церкву за межами СРСР наступним чином: «Російська православна церква за кордоном, що складається з знаходяться за межами Росії єпархій, духовних місій і церков, є нерозривна частина Російської Православної Церкви, тимчасово існуюча на автономних засадах. Ім'я Місцеблюстителя Всеросійського Патріаршого Престолу Митрополита Петра завжди підноситься за богослужінням у всіх закордонних церквах». «Положення» ділило РПЦЗ на чотири області: Західно-Європейську, Ближньо-Східну, Північно-Американську і Далекосхідного Східну, в кожній з яких повинен бути утворений митрополичий округ.
Наприкінці 1936 року прийшла звістка (як виявиться набагато пізніше, — невірна) про смерть патріаршого місцеблюстителя митрополита Петра, про що на Заході дізналися через митрополита Елевферія. У Москві заступник місцеблюстителя митрополит Сергій поклав на себе звання патріаршого місцеблюстителя. На Архиєрейському соборі РПЦЗ в грудні 1937 був складений «Акт про законне спадкоємство звання Місцеблюстителя московського патріаршого престолу і очолення Російської православної церкви після смерті Митрополита Крутицького Петра». Порахувавши домагання митрополита Сергія незаконними, Архиєрейський собор визнав митрополита Казанського Кирила законним місцеблюстителем, не знаючи про його розстріл 20 листопада 1937 року. Однак, «щоб не накликати на нього тяжких гонінь з боку безбожної влади», Архиєрейський собор замість відкритого поминання митрополита Кирила ухвалив поминати «Православне Єпископство Церкви Російської».

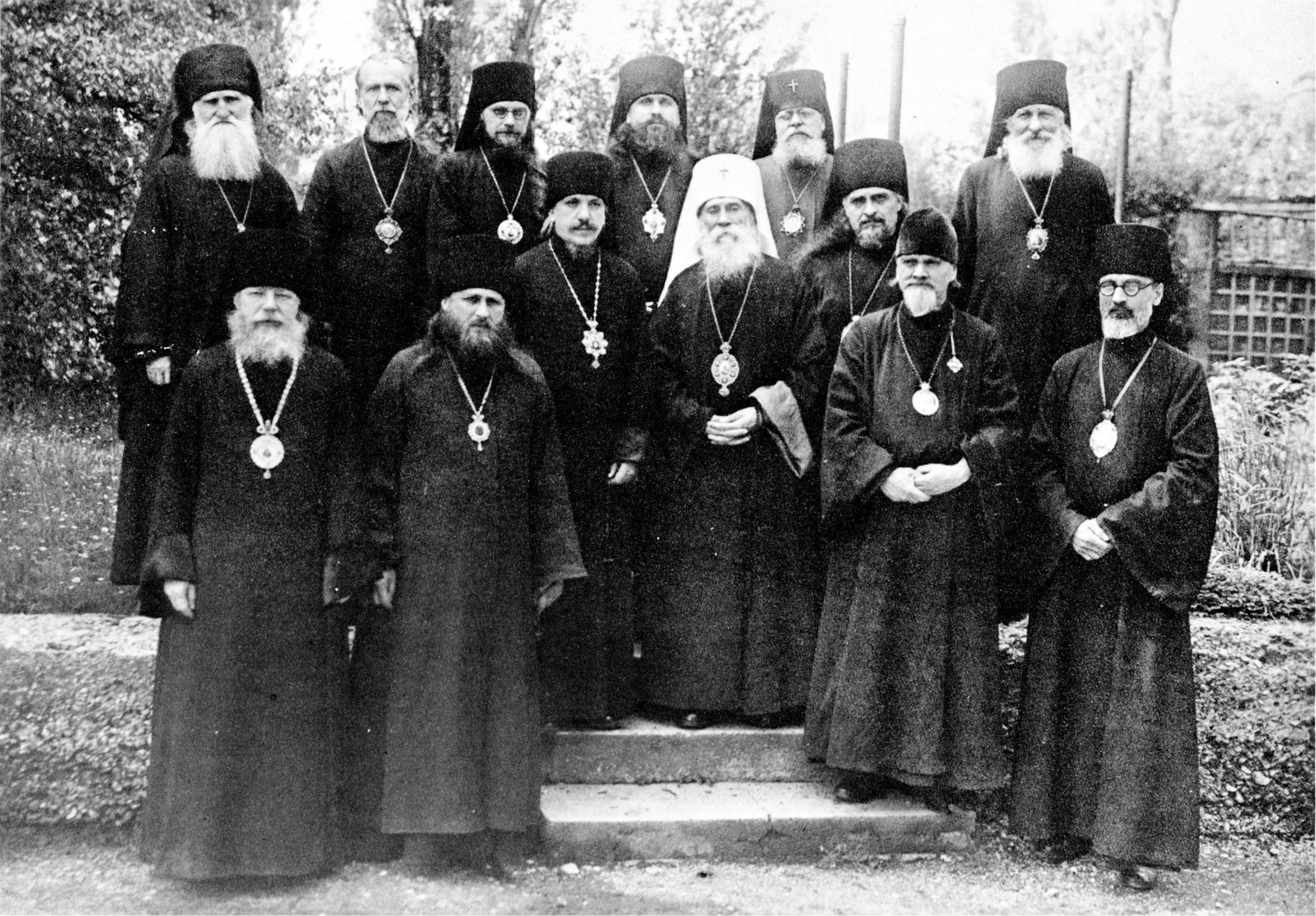
Архиєрейський собор РПЦЗ в травні 1946 року

Замість тих, тих хто пішов з РПЦЗ представників білої еміграції зайняли «переміщені особи»: військовополонені, жителі окупованих територій, викрадені на роботи в Німеччину і з різних причин не побажали повернутися на батьківщину, а також діячі Російської визвольної армії. У зв'язку з цим змінилося географічний розподіл громад РПЦЗ. Якщо в період між двома світовими війнами центрами зосередження «карловчан» були Балкани і Китай, то тепер на перше місце в Європі вийшла Німеччина, де в перші повоєнні роки під «духовною опікою» 22 «Карловацкое» священиків перебували близько 200 тисяч переміщених осіб. Іншим великим центром проживання переміщених осіб була Австрія, в зв'язку з чим на території Австрії 14 липня 1945 року було утворено самостійна Австрійська єпархія. Духовенство РПЦЗ активно перешкоджав спробам відправки «переміщених осіб» в СРСР і домагалося можливості їх виїзду до Нового Світу. Завдяки активним діям митрополита Анастасія єпископат РПЦЗ поповнили 12 російських архиєреїв, що служили в роки війни на території СРСР: 6 вересня 1945 року в клір РПЦЗ були прийняті п'ятеро проживали в Німеччині ієрархів Української автономної православної церкви, а 23 лютого — семеро архиєреїв автономної Білоруської церкви. Ці архиєреї взяли участь в першому післявоєнному Архиєрейському соборі РПЦЗ, що пройшов з 6 по 10 травня 1946, що мав важливе значення для консолідації РПЦЗ.
У 1950-ті роки ставлення в РПЦЗ до Московського патріархату стало ще більш критичним. Одним з основних аргументів, які доводили, на думку апологетів РПЦЗ, нелегітимність лояльної радянської влади ієрархії, була наявність в СРСР потужного церковного підпілля, для якого втекли з СРСР учасником іосіфлянского руху Іваном Андрєєвим був введений спеціальний термін — «катакомбна церква». Після скоєння панахиди за Сталіним Архиєрейський собор в жовтні 1953 постановив приймати кліриків Московської патріархії через покаяння і підтвердив, що Зарубіжна церква не має спілкування з Московською патріархією, а також закликав Помісні церкви до розриву з нею. До Церквам, які перебували в країнах «соціалістичного табору», за винятком Сербської, ставлення поступово ставало приблизно таким же, як до Московської патріархії. У 1959 році Архиєрейський собор постановив приймати кліриків Московського патріархату через публічне покаяння. Настільки жорстка позиція була викликана категоричним неприйняттям радянської влади, лояльність якої декларували представники Московського патріархату. З початку 1960-х років значно посилилася листування з СРСР, завдяки чому з'явилася можливість посилати в СРСР листи релігійного змісту, докладаючи до них невеликі духовні брошури та листівки. Незважаючи на спроби Московського патріархату ізолювати РПЦЗ, зв'язку між РПЦЗ і Помісними православними церквами не уривалися, однак збереження ними євхаристійного спілкування з Московським Патріархатом неминуче приводили РПЦЗ до поступового відчуження від них і зближенню з грецьким старостильних рухом, які вийшли з підпорядкування керівництву Елладської православної церкви. У 1960—1962 роках за участю Серафима (Іванова), Феофіла (Іонеску) і Леонтія (Пилиповича) були хіротонізований дев'ятеро ієрархів для «флорінітской» гілки грецького старостильних руху, раніше не мала власного єпископату, хоча Архиєрейський синод РПЦЗ 30 листопада 1962 роки не визнав ці хіротонії, але співчуття цього кроку з боку Аверкія (Таушева) і Іоанна (Максимовича) свідчило, що значна частина архиєреїв РПЦЗ готова до розриву спілкування з помісними православними церквами.
Найважливішим церковно-політичним діянням РПЦЗ того періоду стала вчинена 19 жовтня (1 листопада) 1981 року канонізація новомучеників і сповідників Російських і сім'ї останнього російського імператора Миколи II, які іменувалися Царствених мучеників. Приблизно з того часу з боку Зарубіжної церкви стали звучати вимоги на адресу московської церковної влади канонізувати Миколи II і новомучеників Російських. Великий резонанс мала анатема на екуменізм, що з'явилася в РПЦЗ в 1983 році. Дана анатема була спрямована проти «теорії гілок» і вчення про равноспасітельності всіх християнських конфесій. Визначення терміна «екуменізм» в тексті анафеми не давалося. Вважається, що дане визначення було офіційно прийнято Архиєрейським собором РПЦЗ, текст анафеми викликав заперечення у деяких ієрархів, і в підсумку дана анафема не фігурували в протоколах Собору. Текст анафеми, проте, був опублікований.
7 квітня 1990 року клір і прихід Цареконстантинівському храму в Суздалі на чолі з архімандритом Валентином (Русанцова) заявив про перехід в РПЦЗ, що мало широкий резонанс в церковному і світському суспільстві в СРСР. 15 травня того ж року Архиєрейський собор РПЦЗ прийняв «Положення про вільні парафіях», яке передбачало початок легального існування єпархій та парафій РПЦЗ на території СРСР. Після цього почалося масове прийняття в РПЦЗ парафій в різних регіонах країни. Рух за перехід в РПЦЗ було багато в чому обумовлено політичними, а не релігійними підставами, так як багато в той період виступали за якнайшвидший демонтаж всієї радянської системи, в тому числі «радянської церкви». 4 жовтня 1990 Архиєрейський Синод РПЦЗ призначив архімандрита Валентина (Русанцова) екзархом Російської православної вільної церкви і керуючим справами при Суздальском єпархіальному управлінні з правом самостійного прийняття духовенства та громад з Московського патріархату, а 10 лютого 1991 року був хіротонізований на єпископа Суздальського. До грудня 1991 року РПЦЗ мала близько 300 легальних і «катакомбних» громад в країнах колишнього СРСР. Як визнавав згодом архиєпископ Марк (Арндт), "переходи з МП до нас великою частиною не мають ідейної основи, <…> вони відбуваються на основі особистого конфлікту з правлячим архиєреєм або якого-небудь іншого конфлікту. Таким чином, ми приймаємо аж ніяк не кращих представників Російської Церкви. В основному, ці люди мало або нічого не знають про Зарубіжної Церкви. І в тих випадках, коли хтось володіє будь-якою інформацією, доводиться сумніватися, що він взагалі в стані її зрозуміти в силу своєї власної брехливості, брехливості свого становища ".
На території колишнього СРСР церква мала дві єпархії — Одеська єпархія в Україні та в Сибіру.
У міру зростання числа «російських» парафій РПЦЗ посилювалися суперечності між ними. Найбільш помітним став конфлікт Валентина (Русанцова) з Лазарем (Журбенко). Останній вважав, що очолює «катакомбну церкву», що діє на території всього СРСР, дії Валентина (Русанцова) він вважав вторгненням на свою канонічну територію. Для того щоб вирішити конфлікт між ними, Архиєрейський синод в січні 1992 року направив до Росії єпископа Канського Варнаву (Прокоф'єва) в якості представника Архиєрейського синоду в Росії. Після прибуття в Москву на запрошення колишнього клірика Московського патріархату Алексія Авер'янова Варнава відкрив подвір'я РПЦЗ в одному з корпусів колишньої Марфо-Маріїнської обителі на Великій Ординці. Участь Олексія Авер'янова і єпископа Варнави в ряді скандальних акцій «Пам'яті» завдала величезної шкоди репутації РПЦЗ в Росії. Крім того, втручання єпископа Варнави і його секретаря Авер'янова в церковні справи інших «російських» єпархій РПЦЗ, прийняття заборонених іншими архиєреями кліриків, фактичне управління парафіями, підлеглими іншим єпископам РПЦЗ, привели до цілковитого розладу церковного управління РПЦЗ в Росії і підштовхнули як Валентина (Русанцова), так і Лазаря (Журбенко) до вирішення покинути РПЦЗ. 17 липня 1993 року архиєпископа Лазаря (Журбенко) провів в Одесі з'їзд духовенства «Російської істинно-православної церкви», де заявив про адміністративне відокремлення від Архиєрейського синоду РПЦЗ. У відповідь Синод РПЦЗ звільнив архиєпископа Лазаря на спокій, позбавляючи його права самостійного служіння і управління парафіями. Одночасно був звільнений на спокій і єпископ Валентин, проте обидва вони не підкорилися цьому рішенню, продовживши керувати перебували в їх підпорядкуванні парафіями. 9 листопада 1993 Архиєрейський синод РПЦЗ звільнив єпископа Варнаву з посади Синодального представника в Росії, але це вже не могло зупинити різкий спад «карловацкого» руху на території Росії і пострадянських країн.
У таких умовах раніше архиєпископ Лазар (Журбенко) і єпископ Валентин (Русанцов) об'єдналися. 22 березня 1994 року ВОНИ утворили в Суздалі незалежне від Архиєрейського синоду РПЦЗ «Тимчасове вище церковне управління» (ВВЦУ), рукоположивши трьох єпископів. Архиєрейський синод РПЦЗ визнав незаконним створення Суздальського ВВЦУ, заборонивши у священнослужінні архиєпископа Лазаря і єпископа Валентина і не визнавши хіротоній нових єпископів, так само як і всіх інших рішень ВВЦУ. У листопаді 1994 року на Архиєрейському соборі в Лесненском монастирі було досягнуто тимчасове примирення між РПЦЗ і ВВЦУ, було ухвалено низку рішень, покликаних впорядкувати життя «російських» парафій РПЦЗ: була скасована «канонічна екстериторіальність», на території колишнього СРСР було створено шість єпархій: Московська єпархія, Санкт-Петербурзька і Північно-російська єпархія, Суздальська і Володимирська єпархія, Одеська і Тамбовська єпархія, Чорноморська та Кубанська єпархія, Ішимська і Сибірська єпархія. ВВЦУ було скасовано, і його рішення були визнані нечинними, а новорукоположені єпископи повинні були принести архиєрейську присягу Архиєрейському синоду, і тільки після цього вони могли бути визнані законними архиєреями; було створено Архиєрейську нараду російських преосвященних, посаду синодального представника була скасована. Ці рішення отримали загальну назву «Лесненскій акт», який був підписаний 1 грудня 1994 року. Перетворення єпархій тягло за собою як перерозподіл громад між Лазарем (Журбенко) і Валентином (Русанцова), так і перереєстрацію єпархій та парафій, що ставило перед багатьма «зарубіжниками» додаткові адміністративні завдання, які і без того вирішити було не просто. В силу цих причин, а також через недовіру до керівництва РПЦЗ Валентин (Русанцов) і Лазар (Журбенко) через місяць відмовилися визнавати новий розподіл єпархій. Тільки Агафангел (Пашковський) погодився з вимогами Синоду і залишився на кілька місяців в Нью-Йорку. 22 лютого 1995 Архиєрейський синод РПЦЗ заборонив у служінні архиєпископа Лазаря (Журбенко) і єпископа Валентина (Русанцова) і не визнав архиєрейських хіротоній єпископів Феодора (Гінеевского) і Серафима (Зінченко). 14 березня 1995 року Валентин, Феодор і Серафим самовільно відновили діяльність Суздальського ВВЦУ, утворивши таким чином нову юрисдикцію, яку вони назвали Російської православної вільної церквою.
Після відділення «валентінівських» парафій в березні 1995 року в житті російських парафій РПЦЗ настало певне затишшя. Єпископ Євтихій (Курочкін), який очолив після цього парафії в усьому колишньому СРСР, крім Чорноморсько-Кубанської єпархії єпископа Веніаміна (Русаленко), періодично відвідував свої великі єпархії. У цей період на тлі зменшення зростання числа парафій набув поширення виїзд російських священиків за кордон для постійного служіння на зарубіжних парафіях. 9 грудня 1995 єпископ Агафангел (Пашковський) приніс присягу в Синодальному соборі в Нью-Йорку і отримав поставлену грамоту з титулом єпископа Сімферопольського, після чого повернувся в Україну. У вересні 1996 року Архиєрейський собор РПЦЗ позбавив сану єпископа Валентина (Русанцова), і відновив діяльність Архиєрейської наради російських преосвященних, номінальним керівником якого став покаявшийся архиєпископ Лазар (Журбенко), а членами — єпископи Веніамін (Русаленко), Євтихій (Курочкін), Агафангел (Пашковський).

### ХХІ століття
На Соборі РПЦЗ 2000 р. був проголошений курс на зближення з Московським патріархатом. Діяння Архиєрейського собору РПЦЗ викликали протест з боку вороже налаштованих до Московського патріархату членів РПЦЗ по всьому світу. На ім'я першоієрарха і Архиєрейського синоду почали надходити десятки звернень від духовенства і мирян з проханням скасувати неправомірні, з їх точки зору, рішення Архиєрейського собору 2000 року про початок діалогу з МП.
23 жовтня 2001 митрополит Віталій (Устинов), був проти примирення з Московським патріархатом, пішов на спочинок на своє прохання. 24 жовтня первоієрархом РПЦЗ був обраний архиєпископ Лавр (Шкурла). Митрополит Віталій брав участь у вечірньому засіданні Собору, зайнявши належне голові місце, привітав архиєпископа Лавра з обранням на пост першоієрарха РПЦЗ. Планувалося його участь в інтронізації новообраного митрополита, наміченому на 28 жовтня.
25 жовтня митрополит Віталій був відвезений з будівлі Синоду та доставлений в Преображенський чоловічий скит в Мансонвілле, де 27 жовтня від імені Віталія була поширена «Надзвичайна заява», у якій йшлося про те, що митрополит Віталій знімає підпис «про своє добровільний відхід на спокій і передачі моїх повноважень архиєпископу Лавру». 3 листопада позбавлений сану єпископ Варнава (Прокоф'єв) прибув в Спасо-Преображенський скит в Мансонвілле, де поклав початок неканонічною «Російської православної церкви у вигнанні» під формальним очолюванням митрополита Віталія, зробивши хіротонію архимандрита Сергія (Кіндякових) в єпископа Мансонвільского, вікарія Канадської єпархії, «у присутності митрополита Віталія, але без його особистої участи». Варнава тоді ж став заступником митрополита Віталія. Через нетривалий час були висвячені Володимир (Целищев) (6 листопада 2001) і Варфоломій (Воробйов) (11 листопада 2001) — «проти волі і без участі митрополита Віталія». Переважна більшість духовенства і мирян за кордоном залишилися вірні Архиєрейському синоду на чолі з митрополитом Лавром. До РПЦЗ (В) приєдналися лише кілька священиків в Америці і Канаді і вісім кліриків у Франції, в той час як на пострадянському просторі розкол підтримали більше половини кліриків РПЦЗ: архиєпископ Лазар (Журбенко), єпископ Веніамін (Русаленко) і близько 60 священиків.
24 вересня 2003 року в Нью-Йорку митрополит Лавр зустрівся з президентом Росії Володимиром Путіним, який передав йому лист від патріарха Алексія II і запросив відвідати Росію. Дана зустріч, яка стала першою зустріччю подібного роду, дозволила активізувати переговорний процес між двома частинами Російської православної церкви. 8-12 грудня того ж року в Наяка відбулося Всезакордонного пастирська нарада, де в тому числі було вирішено прагнути досягти «єдності двох частин Російської Церкви, в Росії і за кордоном». 17 грудня 2003 року указом Архиєрейського собору РПЦЗ була утворена комісія Російської православної церкви за кордоном по переговорам з комісією Московського патріархату, а 26 грудня 2003 Священний синод Московського патріархату створив комісію при Священному синоді для переговорів з РПЦЗ. Переговорні комісії протягом 2004—2006 років провели в цілому вісім робочих зустрічей, обговоривши спірні питання і підготувавши «Акт про канонічне спілкування». 7-14 травня 2006 року в Сан-Франциско відбувся Всезакордонний собор РПЦЗ, який позитивно оцінив вже зроблені кроки до відновлення єдности і схвалив проєкт Акту про канонічне спілкування з Московським патріархатом. Диякон Андрій Псарьов так охарактеризував досягнуті домовленості: «З одного боку, архиєреї РПЦЗ погодилися з тим, що, незважаючи на канонічні компроміси минулого, РПЦ-МП є їх матір'ю-церквою. З іншого — досягнуто консенсусу всередині Російської Церкви, що місія РПЦЗ в комуністичний період була пастирськи виправданою».
25 жовтня 2005 року на зборах духівництва і мирян Одеської єпархії РПЦЗ одним із чотирьох делегатів на IV Всезакордонний собор РПЦЗ був обраний громадянин США, Надзвичайний і Повноважний Посол США в Україні Джон Гербст.
Швидка і рішуче зміна ставлення до Московського патріархату викликало критику як тих, хто покинув РПЦЗ, так і залишилися в ній. 17 жовтня 2005 Синод тих, хто був проти МП, не приймаючи перспектив повернення Російської зарубіжної церкви в Московський патріархат, розірвав спілкування з РПЦЗ, в зв'язку з ніж 21 лютого 2006 року аналогічне рішення ухвалив Архиєрейський синод РПЦЗ. Напередодні підписання Акту про канонічне спілкування деякі клірики і парафії стали переходити в «Російську істинно-православну церкву». 2 травня 2007 році в юрисдикцію Ріцпи пішов Леснинському монастир. 8 травня 2007 року в супровідному листі до указу про поминання патріарха Московського і всієї Росії відзначалося, що в зв'язку з тим, що «багато хто з вас розгублені, дивуються і навіть бачать в тому, що відбувається мало не втрату звичного буття Церковного», «Архиєрейський синод, дотримуючись принципу ікономії, постановив, що поминання священноначалія Московського Патріархату не ставиться в провину в неодмінний обов'язок там, де з різних причин воно може привести до спокус». 16 травня 2007 року рішенням Священного синоду Московського патріархату «тимчасове архипастирське окормлення колишніх парафій Російської Зарубіжної Церкви в Росії, згідно з Додатком до Акту про канонічне спілкування», доручалося єпископу Євтихія (Курочкіна) з призначенням його єпископом Домодєдовським, вікарієм Московської єпархії.
17 травня 2007 року в храмі Христа Спасителя патріарх Алексій II і митрополит Лавр в присутності президента Росії Володимира Путіна урочисто підписали Акт про канонічне спілкування. Після обміну промовами відбулася спільна Божественна літургія. Патріарху Алексію і митрополиту Лавру співслужили шість архиєреїв, 58 священиків і 21 диякон з РПЦЗ і 14 архиєреїв, 58 священиків і 12 протодияконів Московського патріархату. Ті, хто був налаштований непримиренно до Московського патріархату і Акту про канонічне спілкування, стали групуватися навколо єпископа Одеського Агафангела (Пашковського), єдиного ієрарха РПЦЗ, який не визнав «Акт». Він разом зі своїми прихильниками провів 10-11 червня 2007 року в Нью-Йорку збори, на якому з числа присутніх було засновано «Тимчасове Вище Церковне Управління Російської православної церкви За кордоном» (ВВЦУ РПЦЗ) на чолі з єпископом Агафангелом (Пашковським), таким чином оформивши розкол організаційно. До нього приєдналися в цілому 55 кліриків РПЦЗ. Як і в 2001 році, більшість відокремилися парафій знаходилося в країнах колишнього СРСР; так, Одеська єпархія, де служили 22 клірика, в повному складі пішла в розкол. У Південній Америці до Агафангелу пішли більше половини парафій РПЦЗ, причому в Бразилії пішли всі з тих, що були семи парафій.
16 березня 2008 помер митрополит Лавр. 12 травня 2008 року новим первоієрархом був обраний архиєпископ Іларіон (Капрал).
5 травня 2009 року рішенням Архиєрейського собору РПЦЗ була утворена комісія з діалогу з Православною церквою в Америці. 16 листопада того ж року в резиденції предстоятеля Православної церкви в Америці в Сайоссеті (штат Нью-Йорк) відбулася зустріч митрополита всія Америки і Канади Іони і першоієрарха РПЦЗ митрополита Східно-Американського і Нью-Йоркського Іларіона, під час якої вони звершили заупокійну літію з поминанням який помер напередодні патріарха Сербського Павла. Підсумком цих переговорів стало повне відновлення євхаристійного спілкування, що відбулося 24 травня 2011 року в храмі Святителя Миколая в Нью-Йорку, де предстоятелі ПЦА і РПЦЗ спільно відслужили Божественну літургію.

### 2010-і і 2020-і роки
У листопаді 2010 року стало відомо, що в РПЦЗ прийнята ціла неканонічна юрисдикція західного обряду, що налічувала десять парафій і сформувала Братство святого Григорія Великого. Таким чином, станом на 1 січня 2011 року в складі РПЦЗ перебувало понад 20 парафій, які використовували західний обряд. 17 травня 2011 року парафії західного обряду були виділені в окреме вікаріатство, єпископ Ієронім (Шо) був призначений помічником першоієрарха РПЦЗ з управління цими громадами. Проте 10 липня 2013 роки за перевищення повноважень він був звільнений від управління вікаріатства і почислений на спокій.
У 2020 році зв'язку з пандемією COVID-19 митрополит Східно-Американський і Нью-Йоркський Іларіон закликав віруючих стежити за онлайн-трансляціями богослужінь в умовах пандемії коронавіруса, а священиків — активніше використовувати сучасні технології і творчо підходити до справи.

## Досягнення і особливості

### Богословські та політичні погляди
РПЦЗ намагалася в міру можливостей зберегти православне віровчення і практики в незмінності. Зважаючи на таку лінії РПЦЗ завжди жорстко засуджувала все, що вона розглядала як відступу від чистоти православ'я. У 1921 році були засуджені спіритизм, теософія і магнетизм. У 1932 році засуджено антропософія і масонство. У 1935 році засуджено «софіанство». Церковний історик диякон Андрій Псарьов відзначав, що безпрецедентні умови емігрантського існування були прописані в канонах, тому еклезіологія РПЦЗ «ґрунтувалася не так на букві, але на дусі правил, інтуїції тих, хто їх застосовує, — єпископату». Протоієрей Георгій Митрофанов відзначав, що, «спостерігаючи історію РПЦЗ, можна констатувати поступове згасання в ній патосу богословського творчости», яке, на його думку, було втрачено вже в 1960-і — 1970-і роки; упор робився на збереження обрядового благочестя, бажання «хоч щось зберегти, не намагаючись нічого примножити».
Критиці в РПЦЗ піддавалася не тільки радянська влада, а й «вільний» світ. Головними об'єктами критики були небажання боротися з комунізмом, а також зростаюча дехристиянізація західного світу. Так, ще на Другому Всезакордонний соборі зазначалося, що «під впливом гуманізму, непомітно замінив на заході християнство, весь культурний світ вважає релігію приватною справою кожного, що повело до спекуляції релігією, до відходу від релігії культури і до сучасної кризи в усіх сферах життя». Подібні оцінки гуманізму в РПЦЗ зберігалися і надалі. Західний, в першу чергу, американський устрій життя описувався без всякого захоплення, а з часом все більше і більше критикувався. У великодньому посланні 1974 року першоієрарх РПЦЗ митрополит Філарет (Вознесенський) охарактеризував західний світ як той, який «розкладається духовно». Головну причину духовної кризи західного світу ідеологи і публіцисти РПЦЗ бачили в відступі від християнських засад. З огляду на, що після Другої світової війни становище Радянського Союзу здавалося дуже міцним, а надії на крах комуністичного режиму і свого повернення в звільнену Росію в доступному для огляду майбутньому — примарними, серед духовенства і пастви РПЦЗ набули поширення песимістичні настрої, думки про кінець світу.
Починаючи з епохи митрополита Антонія (Храповицького), в РПЦЗ підкреслювалося особливе місце православної монархії, яка розумілася як єдиний державний лад, який розсовує критерії своїх земних завдань за межі земних інтересів. Влада помазаника Божого, згідно ідеологам РПЦЗ, освячується через особливе церковне таїнство і є не самоціллю, а засобом для порятунку людей на шляху соборного служіння правді Божій. На переконання митрополита Антонія, монархічний принцип був необхідний також для звільнення від «безбожного ярма» і відродження великої Росії.
Примирення з Московським патріархатом в 2007 році не означало повного перегляду свого минулого. Так 8 вересня 2009 Архиєрейський синод РПЦЗ в зв'язку з виходом книги Георгія Митрофанова «Трагедія Росії: „заборонені“ теми історії ХХ століття в церковній проповіді і публіцистиці» дав позитивну оцінку діяльності голови «Російської визвольної армії» Андрія Власова і його сподвижників. 16 червня 2017 Архиєрейський собор РПЦЗ закликав «розпрощатися з символами богоборства, позбавлятися від колишнього прославлення вбивць назвами міст і сіл, вулиць і площ, станцій і парків», а також прибрати тіло Леніна з Червоної площі.

### Культурні та соціальні особливості
РПЦЗ намагалася підкреслити своє національне російське лице, свою вірність традиціям старої дореволюційної Росії, протидіяти асиміляції. Один з провідних ідеологів РПЦЗ єпископ Григорій (Граббе) писав: «На Закордонну Церква лягла місія збереження у вигнанні вірности Російської Церкви, російського православного духу і російської церковної православної культури. Ця місія виконувалася і виконується в щоденному житті наших монастирів і парафій, нашими школами та турботою про збереження російського побуту, наскільки це можливо, в іноземній середовищі». Це мало і негативні наслідки; на думку протоієрея Георгія Митрофанова, «прагнення жити в культурно-національному гетто завжди заважало РПЦЗ».
Православні парафії ставали першими центрами єднання, згуртування і допомоги російським біженцям. Там, де були православні церкви, там «збереглися і російський уклад життя, і російську мову, і російська культура». Парафії та організації РПЦЗ ставали центрами збирання історичних реліквій, архівних документів і бібліотек. Дане явище особливо характерно для Російської Америки, де знаходяться великі зібрання документів і книг, що склалися ще в дореволюційний час. У 1950-1980-і роки навіть невеликі російські громади влаштовували храми і парафіяльні школи для дітей. Подібне було актуально вже для емігрантської молоді другої хвилі, яка виховувалася в СРСР в атеїстичному дусі. При відносній нерозвинености суспільно-політичних і світських культурних центрів для еміграції «другої хвилі» церковні структури, особливо в США і Канаді, грали роль основних інституційних структур діаспори та виконували представницькі функції. Вони мали важливе значення в процесі встановлення взаєморозуміння між різними поколіннями і хвилями еміграції.
При цьому виникла навколо емігрантських парафій РПЦЗ культура не була копією дореволюційної: в нових умовах не збереглася колишня культура, а формувалося нова з іншою системою цінностей і антицінностей. Причина полягала в самому ізоляцизмі, штучності діаспори, відокремленості її від основної культури. Подібна ізоляція, екстремальні умови формували сконцентрований образ чужого, оригінальну картину світу. На свідомому рівні здійснювалася спроба відтворення еміграцією домінуючих рис російської культури (наприклад, в церковній архітектурі це призводило до відходу від використання широко розповсюдженого в Російській імперії класицизму при будівництві нових храмів і орієнтації на російський стиль), стихійно йшло побудова нової культури з іншою картиною світу, традиціями і фольклором, що було обумовленого закономірностями розвитку соціуму, відірваного від свого коріння.
З розвитком місіонерської діяльности, а також у зв'язку з тим, що парафії РПЦЗ відвідують вихідці з багатьох традиційно православних країн, РПЦЗ стала позиціонувати себе як церква для всіх людей, а не тільки для вихідців з Російської імперії чи СРСР. За словами першоієрарха РПЦЗ митрополита Іларіона, «наша Церква відкрита для всіх людей, з різних шарів і етнічних груп, для американців, для афроамериканців, для всіх … <…> Ми російська Церква, тому що ми дотримуємося російського шляху служіння Богу, традицій сповідання віри, сформованим в Росії».

### Ставлення до РПЦЗ у Росії
Складним і неоднозначним було ставлення РПЦЗ до Московського патріархату. До 2007 року висловлювалися самі різні оцінки — від цілком співчутливих до повного заперечення благодатність, але в цілому позиція РПЦЗ по відношенню до Московського патріархату протягом XX століття ставала все більш жорсткою. До 1940-х років, незважаючи на випади проти митрополита Сергія, РПЦЗ все ж усвідомлювала себе частиною єдиної помісної Російської церкви. Так, 16 серпня 1938 року Другий Всезакордонний собор РПЦЗ постановив, що священнослужителі, які прибули з Росії і раніше перебували у віданні митрополита Сергія, можуть бути допущені до церковного спілкування, бо вони не несуть відповідальности за його дії. Визнавалася благодатність таїнств, здійснених митрополитом Сергієм. Незважаючи на різку критику на його адресу, в публікаціях явно простежувалося розуміння важкій ситуації, в якій він знаходився. З 1940-х років ставлення змінилося: висловлювання преси РПЦЗ проти патріарха Алексія I були набагато жорсткішими, ніж висловлювання проти патріарха Сергія. 1990-ті роки характеризувалися посиленням конфронтації з Московським патріархатом, пов'язаної з відкриттям парафій РПЦЗ в Росії з 1990 року і з майновими конфліктами на Святій землі в 1997 і 2000 роках.
Канонізація новомучеників і сповідників, в тому числі і царської сім'ї, а також прийняття Основ соціальної концепції, які декларували можливість не підкорятися державі, на ювілейному Архиєрейському соборі Російської православної церкви в серпні 2000 року були позитивно сприйняті в РПЦЗ (хоча і не всіма) і поклали початок процесу нормалізації відносин з Московським патріархатом, яке активізувалося, коли первоієрархом РПЦЗ став митрополит Лавр (Шкурла). Як зазначав у 2005 році архиєпископ Кирило (Дмитрієв), «свого часу деякі окремі ієрархи і священнослужителі тут, за кордоном, говорили, що Церква в Росії — „безблагодатна“, що Вона — „не Церква“, але це не відповідає споконвічній позиції всієї Повноти Російської Зарубіжної Церкви. Цього не говорили колишні наші Першоєрархи, ні Митрополит Антоній (Храповицький), ні Митрополит Анастасій (Грибановський). Цього ніколи не говорив жоден Архиєрейський Собор Російської Зарубіжної Церкви. Ми не маємо на це права, і робити це — значить надходити канонічно і церковно неграмотно. Взагалі-то питання про „благодатність“ — це Божа область, і міркувати про нього люди не можуть».
Навіть після підписання Акту про канонічне спілкування в РПЦЗ ще залишалася недовіра до Московського патріархату. Так, в інтерв'ю, опублікованому 14 травня 2008 року, наречений першоієрарх РПЦЗ Іларіон (Капрал) визнав, що між РПЦЗ і Московським патріархатом «залишаються чисто психологічні питання і перепони. На жаль, у деякої частини кліру і пастви немає довіри до ієрархів Російської православної церкви. Але таке ставлення з їхнього боку, як ми бачимо, поступово долається братніми зустрічами, спільними богослужіннями і співпрацею». Патріарх Кирило в лютому 2013 року зазначив, що «Служіння Російської Зарубіжної Церкви важко переоцінити. <…> Наші співвітчизники стали наповнювати храми Російської Зарубіжної Церкви, ставати активними трудівниками по відродженню в них церковного життя. Ми намагаємося допомагати цим парафіям кадрами священнослужителів і ченців в тих місцях, де є труднощі. Спільно вирішуються питання відновлення храмів і оснащення їх начинням. Особливо відрадно спостерігати спільну роботу молоді наших парафій». У квітні 2017 року зв'язку з підготовкою святкування 10-річчя відновлення канонічного спілкування митрополит Іларіон зазначав, що «за цей час відносини наші зміцнилися, стали природними, братніми, близько духовними. Відновлення відносин дало нам можливість разом служити в церквах, брати участь в архиєрейських соборах, спілкуватися, знайомитися один з одним, разом переживати труднощі і радості, безперешкодно відвідувати святі місця. І це радує мирян. Ми також радіємо, коли до нас приїжджають архиєреї, священнослужителі, служать з нами, здійснюють паломництво по нашим святим місцям, монастирям».

### Ставлення до Помісних східних православних церков та інших християн
Андрій Псарьов зазначає, що ставлення до помісних церков і неправославних християн представлено двома напрямками: «місіонерським» і «охоронним». Перший напрямок збігається за часом з роками первоієраршества митрополитів Антонія (Храповицького) (1920—1936) та Анастасія (Грибановського) (1936—1964). Російська зарубіжна церква в цей період різко критикувала введення новоюліанського календаря, але при цьому зберігала євхаристійне спілкування зі час помісними православними церквами, а при митрополиті Анастасії в РПЦЗ були прийняті громади, в яких богослужіння відбувалося за новим стилем.
У цей період РПЦЗ підтримувала стосунки з інославними, в першу чергу, з англіканами, живі відносини з якими у Російської зарубіжної церкви зберігалися до самої окупації Югославії в 1940 році. У 1937 році єпископ Потсдамській Серафим (Ляде) був присутній на конференції екуменічних рухів «Віра і церковний устрій» і «Життя і діяльність». II Всезакордонний собор 1938 року прийняв резолюцію з питання про екуменізм, в якому чадам РПЦЗ заборонялося брати участь в екуменічному русі, проте «заради цілей місіонерських, по уповноважений церковної влади, представники РПЦЗ можуть бути присутніми на конференціях, безкомпромісно роз'яснюючи вчення Православної Церкви, ні в якому разі не допускаючи відхилення від православної точки зору».
У післявоєнний період, поряд з неприйняттям Московського патріархату, відносини РПЦЗ з іншими Помісними церквами деградували. Головною причиною стали календарна проблема і екуменізм, визнання Помісними церквами радянської держави і євхаристійне спілкування з Московським патріархатом. Все більш жорсткою ставала критика екуменізму (багато в чому під впливом греків-старостильників), почалося прийняття без відпускних грамот кліриків інших помісних церков на тій підставі, що "вони засудили не єпископів, а псевдоєпископів і лжеучителів, і не розколом припинили єдність Церкви, але постаралися оберегти Церкву від розколів і поділів "(15-е правило Двократного собору). На рубежі 1960-1970-х років РПЦЗ почала орієнтуватися на грецькі старостильні церкви як на помісні православні церкви і навіть мала недовгий період євхаристійного спілкування як з «маттіїтами», так і з «флоринітами». Наслідком цього курсу стало надання анатеми в 1983 році «нової єресі екуменізму», але без згадки про «псевдоєпископів і лжеучителів». Втім, незважаючи на подібну ізоляцію і звучали в РПЦЗ висловлювання про безблагодатність «новостильників» і «екуменістів», жоден Собор РПЦЗ не виносив рішень, в яких будь-яка з помісних православних церков оголошувалася б безблагодатною.
При митрополиті Лаврі (2001—2008) в цілому тривав «охоронний» напрям, проте позиція РПЦЗ стала наближатися до первісного підходу. При митрополиті Іларіоні (Капралов) РПЦЗ відновила євхаристійне спілкування з помісними православними церквами; так, в його циркулярі 20 червня 2011 року відзначається: «Хоча внаслідок багатьох причин наше спілкування з більшістю [Помісних православних церков] de facto десятиліттями не було, воно de jure ніколи не переривалося, і тому формально відновлення не потребує». Відновлення зв'язків з англіканами і іншими інославними конфесіями при цьому не відбулося. За словами благочинного штату Вікторія протоієрея Михайла Протопопова, «сьогодні ми не маємо жодних серйозних зв'язків ні з англіканами, ні з католиками, тому що вони занадто далеко пішли від того, що так чи інакше об'єднувало нас в минулому. Так що ми зараз в основному спілкуємося з ними з питань придбання їх храмів, від яких вони самі відмовляються». Митрополит Іларіон зазначив у 2010 році, що, незважаючи на добросусідські відносини з інославними церквами, «Зарубіжна Церква виключає будь-які екуменічні ініціативи і спільні моління».
Незважаючи на те, що більшу частину своєї історії РПЦЗ не підкорялася якому-небудь церковному центру, вона ніколи не претендувала на статус автокефальної церкви, розглядаючи себе як частину Російської церкви.

### Канонізація святих
Довгий час закордонне церковне керівництво відмовлялося здійснювати канонізації окремо від Церкви у Вітчизні, посилаючись на неможливість отримати згоду всієї Церкви. Винятком був початок шанування західних святих першого тисячоліття з ініціативи архиєпископа Іоанна (Максимовича) в Західноєвропейській єпархії. Поступово самосвідомість Російської зарубіжної церкви змінювалося. Думка про себе як про справжню Церкви, яка протистоїть Московської патріархії, стало підставою для самостійних канонізацій, які почалися при митрополиті Філареті (Вознесенському) — першим канонізованим в РПЦЗ святим став Іоанн Кронштадтський в 1964 році.
Найзначнішою канонізацією в історії РПЦЗ стала канонізація новомучеників і сповідників Російських, яку зробив 1 листопада 1981 Архиєрейський собор РПЦЗ. До такого рішення РПЦЗ йшла протягом кількох десятиліть. У РПЦЗ були перероблені традиційні принципи канонізації у лику мучеників — спочатку втекли з СРСР в 1930 році протоієреєм Михайлом Польським, автором праці «Нові мученики російські» (перший том був виданий в 1949 році, а другий в 1957-му), що мав особливу популярність і значення серед видань післявоєнних років, присвячених жертвам антирелігійного терору в СРСР. Виходячи з визнання «радянської влади» в СРСР по суті антихристиянської, Михайло Польський вважав «новомучениками російськими» всіх православних християн, убитих представниками державної влади в СРСР і Радянської Росії; притому, відповідно до такого трактування, християнське мучеництво змиває з людини всі колишні гріхи. Особливі суперечки викликало питання про канонізацію царської сім'ї. Аж до самої канонізації в Російському зарубіжжі з цього питання не було єдности; частина прихожан вимагала їх негайного канонізації, інша вважала, що вони не можуть бути канонізовані за жодних обставин. В Акті про прославлення Микола II називається як «Цар Мученик, Помазаник Божий, носій ідеї Православної Державности». При цьому вірність царю ставилася настільки високо, що були канонізовані навіть слуги царської сім'ї, включаючи латинського католика Алоїзія Труппа і лютеранку Катерину Шнайдер; така канонізація інославних не мала історичних аналогій.
Поіменно канонізації Російська православна церква за кордоном в 1981 році не здійснювала. РПЦЗ не мала доступу до архівів і слідчих справ, тому рішення про прославлення тієї чи іншої людини часто приймалися на основі праць протопресвітера Михайла Польського, а також публікацій в радянській пресі. Зарубіжна церква була готова до того, що її список прославлених новомучеників буде уточнюватися. Спочатку в нього вносилися відомості про тих що жили і постраждали до Декларації митрополита Сергія, бо вважалося, що пізніші матеріали вимагають пильнішого вивчення. Через рік після Собору 1981 року в календарі РПЦЗ вказані тільки пам'ять митрополита Київського і Галицького Володимира (Богоявленського) і царствених страстотерпців і позначена загальна пам'ять святкування Собору новомучеників. У 1984 році в календар було внесено 30 імен. У календарі 2005 року їхня стало 56. Після підписання у 2007 році Акту про канонічне спілкування календар РПЦЗ став безсистемно наповнюватися іменами як канонізованих в Московському патріархаті новомучеників, так і неканонізованих постраждалих.
Після возз'єднання в 2007 році РПЦЗ з Московським патріархатом виникло питання узгодження календарів, в зв'язку з чим стало актуально вивчення здійснених РПЦЗ канонізацій новомучеників як місцевошанованих святих.

### Богослужбова практика і парафіяльне життя
Будучи Церквою емігрантів, РПЦЗ прагнула неухильно дотримуватися богослужбовому чину, канонічного строю і всього російського церковного укладу, вивезеного в еміграцію з Батьківщини, і йшла на нововведення тільки тоді, коли необхідність в них дійсно назріла. Так, ще в 1923 році Архиєрейський собор РПЦЗ відкинув використання в літургійному житті новоюліанського календаря і інші реформи, прийняті на Всеправославному конгресі в Константинополі під головуванням Вселенського патріарха Мелетія (Метаксакіс). В еміграції виявилося чимало священиків, які приносили за кордон традиції, що мали в Російській православній церкві лише локальне поширення, поставало питання і про уніфікацію богослужбових особливостей. Ця проблема стала особливо актуальною під час Другої світової війни, коли до РПЦЗ приєдналася велика кількість кліриків, котрі евакуювалися зі Східної Європи. Іншою причиною появи нових звичаїв був вплив на парафії РПЦЗ традицій інших Помісних православних церков. У 1951 році Архиєрейський собор РПЦЗ видав указ про однаковість у богослужінні, в якому критикувалося допущення різноманітних відступів, що применшують, а іноді і спотворюють сенс богослужіння. Деякі місцеві традиції не заборонялися, а навпаки, вводилися у загальний ужиток. Уніфікації богослужіння сприяло і те, що в РПЦЗ з 1948 року діяла єдина Свято-Троїцька семінарія в Джорданвіллі, де навчалися майбутні священики РПЦЗ.
Разом з тим, сувора прихильність російським богослужбових традицій і, зокрема, юліанським календарем не перешкоджала в 1950-1960-і роки приймати до складу РПЦЗ румунські, грецькі, арабські, болгарські, нідерландські та французькі церковні місії і парафії зі збереженням для них новоюліанського календаря. У 1964—1965 роках стараннями архиєпископа Іоанна (Максимовича) і архиєпископа Аверкія (Таушева) для цих парафій були поставлені єпископ Сен-Денійскій Іоанн-Нектарій (Ковалевський), єпископ Торонтський Кирило (Йончев) і єпископ Гаазький Яків (Аккерсдейк). У свій час в складі єпископату РПЦЗ перебував і румунський новостильний єпископ Феофіл (Іонеску). Надалі ці парафії покинули РПЦЗ або були переведені на прийнятий в РПЦЗ літургійний стиль. У РПЦЗ були прийняті зі збереженням прийнятих в них традицій грецькі старостильні парафії, що вийшли з неї в 1986 році. З 1990-х років РПЦЗ знову почала приймати до свого складу парафії латинського літургійного обряду, проте, як зазначив митрополит Іларіон (Капрал), «всі парафії західного обряду служать за старим календарем. <…> Ми приймаємо службу за західним обрядом як місіонерський інструмент».
Крім того, в РПЦЗ з'явилися богослужбові особливості, властиві тільки їй, наприклад, прохання на єктеніях про порятунок Росії, про гнаної Російської церкви і про позбавлення батьківщини від безбожної влади. Такі прохання виникли ще в 1920-і роки, і вже в повоєнний час їх тексти були остаточно оформлені. На Великому вході були встановлені прохання «о Православном Епископстве гонимыя церкви Российския… О страждущей стране Российской… и о всех гонимых и страждущих за святую веру православную». Після 2007 року на мирної єктенії замість «О еже избавити люди своя от горького мучительства безбожныя власти» стали виголошувати «О еже избавити люди своя от враг видимых и невидимых». Відразу після утворення РПЦЗ в її парафіях почалося поминання жертв більшовизму. У 1951 році Синод схвалив звичай здійснювати панахиди в річницю Жовтневої революції. 26 січня 1962 році указом Архиєрейського синоду було прямо встановлено поминання жертв гонінь на віру в Росії в найближчу неділю після 25 січня / 11 лютого. До числа богослужбових відмінностей РПЦЗ належить вчинення пасхальних богослужінь в білих шатах замість червоних, як прийнято в Росії. У 1960 році в зв'язку з широким розповсюдженням повітряного пасажирського транспорту були складені чини благословення в повітряну подорож і освячення літака, який через небажання вводити в церковнослов'янську мову неологізми іменувався в тексті «повітряним кораблем». Оскільки з 1950-х років все більше людей стали користуватися особистими автомобілями, був складений спеціальний чин освячення «колісниці самохідної». Згодом ці чини стали вживатися і в Московському патріархаті. У зв'язку з канонізацією святих в РПЦЗ стали створюватися богослужбові тексти, присвячені їм.
РПЦЗ відмовилася від заміни церковнослов'янської богослужбової мови російською, але, з огляду на те, що в православ'я стали переходити місцеві жителі, в місіонерських цілях стали використовуватися місцеві мови. Поступово в Зарубіжної церкви з'явилися повністю англо-, франко-, іспано-, німецькомовних і т. д. парафії. Розвиток богослужіння місцевими мовами також виявилося необхідним через поступової втрати емігрантською молоддю знання російської мови і, як наслідок, розуміння церковнослов'янської. До 1980-х років підросло покоління, яке народилося в еміграції і що мало серйозні проблеми з російською мовою, внаслідок що 6 серпня 1984 Архиєрейський собор РПЦЗ прийняв ухвалу про богослужбове вживання різних мов. У документі була детально розроблена система поступового переходу в богослужінні на місцеву мову: спочатку вводилась сповідь місцевою мовою, потім двома мовами починали відбуватися деякі єктенії і проповідь, потім двома мовами починали читати Євангеліє і Апостол, потім деякі вигуки починали відбуватися тільки місцевою мовою; тільки після цього в окремі дні допускалося вчинення богослужіння повністю місцевою мовою. Введення богослужіння місцевими мовами іноді викликало неприйняття, бо для емігрантів православний храм був не тільки місцем молитви, але і осередком всього російського. Незважаючи на це асиміляція приводила до появи російських парафій з богослужінням місцевими мовами.
Церковне життя в еміграції часто починалася з нуля: люди приїжджали на порожнє місце і починали будувати парафіяльне життя. Перші храми часто створювалися в гаражах, підсобних приміщеннях, на квартирах, в знімних приміщеннях. Особливо багато таких храмів було в 1950-ті роки, коли тільки почався масовий приїзд емігрантів в США, Канаду, Австралію. Подібна ситуація триває і сьогодні у новоутворених громадах.
Першоієрарх РПЦЗ митрополит Іларіон (Капрал) в 2012 році, говорячи про відмінності парафіяльного життя в РПЦЗ від життя в Росії, між іншим, зазначав, що в РПЦЗ «менше людей в приході, священик знає майже всіх своїх прихожан. Значить, є більший контакт священнослужителів з паствою. І не тільки священика на парафії, а й архиєрея. Це дуже зміцнює внутрішню єдність віруючих з архиєреєм і священиками. Тому у нас більше згуртованість. Обов'язково спільне чаювання після богослужіння в багатьох парафіях, що зближує людей, всі знайомляться один з одним, знаходять спільні теми розмови, і так народжуються спільні проєкти зборів, з'їздів, культурних заходів». Священники, як правило, змушені працювати на світській роботі, так як громади часто не можуть їх забезпечити. Крім того, «староста, члени церковної ради і сестринства працюють добровільно, більш того — самі жертвують на потреби храму». На думку протоієрея Андрія Філліпса, це «погано для літургійного життя, тому що храм в такому разі не зможе бути відкритим увесь день (навіть якщо він офіційно належить громаді), тому що священник на роботі. Але навіть якщо священник вільний, то хто буде співати? Хористам теж потрібно працювати. Якщо немає грошей на зарплату священикам, то немає і грошей на зарплату співцям».

## Організація та структура
У РПЦЗ складаються вісім єпархій:
1. Східно-Американська і Нью-Йоркська (митрополича)
2. Чиказька і Середньо-Американська
3. Сан-Францизька і Західно-Американська
4. Монреальська і Канадська
5. Австралійська і Новозеландська
6. Південноамериканська
7. Лондонська і Західноєвропейська
8. Берлінська і Германська

Є також ставропігійна Російська духовна місія в Єрусалимі.
Основна частина парафій знаходиться в США — 153 парафій і 12 монастирів (на 2013); всього — 409 (станом на 2013), 39 чернечих громад (на 2013). Духовний центр — Свято-Троїцький чоловічий монастир в Джорданвіллі, штат Нью-Йорк, заснований в 1930 році архимандритом Пантелеймоном (Нижником) і псаломником Іваном Андрійовичем Колосом. У Джорданвіллі розташована Свято-Троїцька духовна семінарія РПЦЗ. Крім того, діє англомовна пастирська школа Середньо-Американської єпархії.
Адміністративний центр знаходиться в Нью-Йорку: 75 E 93rd St New York; там же розташований синодальний собор Знамення Божої Матері, освячений 25 жовтня 1959 р.; в соборі зберігається чудотворна Курська Корінна ікона Божої Матері, вивезена в 1919 році з Знам'янського монастиря в Курську (явлена в Корінної пустині).
Згідно з Положенням про Російську православну церкву за кордоном (від 1956 року) вищий орган церковного законодавства, управління, суду і контролю для Російської православної церкви за кордоном є Собор єпископів, причому положення наказує скликати його по можливості щорічно, але в дійсності Архиєрейські собори в РПЦЗ збираються щодва — щотри роки. Голова Собору єпископів і Архиєрейського синоду — Першоієрарх Російської православної церкви за кордоном в сані митрополита, який обирається Собором довічно; члени Собору всі архиєреї, що входять до складу Російської православної церкви за кордоном (пр. 8 Положення). У коло відання Собору єпископів, серед іншого, входить також обрання двох заступників першоієрарха – віце-голів Синоду, двох членів Архиєрейського синоду і двох заступників членів Синоду (пр. 11 Положення). У разі особливої потреби першоієрарх разом з Архиєрейським Синодом скликають Всезакордонний церковний собор, що складається з єпископів і представників кліру і мирян. Постанови таких Всезакордонного церковних соборів мають законну силу і виконуються тільки після затвердження їх Собором єпископів під головуванням першоієрарха (пр. 12 Положення).
Священний архиєрейський синод є виконавчим органом Собору і складається з голови (першоієрарха), двох його заступників і чотирьох членів Синоду, з яких два обираються Собором на міжсоборний період і два викликаються з єпархії на чотиримісячний термін в порядку черги, а також двох їхніх заступників, що викликаються в засідання Архиєрейського синоду на розсуд голови (пр. 16 Положення).
Підписаний 17 травня 2007 року Акт про канонічне спілкування РПЦЗ і РПЦ передбачає, що першоієрарх РПЦЗ, який обирається її Архиєрейським собором, підлягає затвердженню патріархом Московським і всієї Росії і Священним синодом Московського патріархату (пункт 4 Акту про канонічне спілкування). Крім того, погодженням з патріархом Московським і всієї Росії та Священним синодом підлягають рішення про утворення або скасування єпархій, що входять в РПЦЗ (пункт 6 Акта); обрання Архиєрейським собором або Архиєрейським Синодом РПЦЗ архиєреїв затверджується патріархом Московським і всієї Росії і Священним синодом (пункт 7 Акту). Вища інстанція церковної влади для РПЦЗ — Помісний і Архиєрейський собори Російської православної церкви (пункт 9 Акту), в число членів яких входять архиєреї РПЦЗ, а стосовно до першого — також представники кліру і мирян РПЦЗ (пункт 8 Акту).

### Першоієрархи
- Антоній (Храповицький) (листопад 1920 — 10 серпня 1936)
- Анастасій (Грибановський) (10 серпня 1936 — 27 травня 1964)
- Філарет (Вознесенський) (27 травня 1964 — 21 листопада 1985)
- Віталій (Устинов) (22 січня 1986 — 10 серпня 2001)
- Лавр (Шкурла) (28 жовтня 2001 — 16 березня 2008)
- Іларіон (Капрал) (18 травня 2008 — 16 травня 2022)
- Миколай (Ольховський) (з 18 вересня 2022)